# Ringgade (Sønderborg)
 For alternative betydninger, se Ringgade. (Se også artikler, som begynder med Ringgade)
Ringgade er en gade i Sønderborg. Gaden er 3,1 km lang og omkranser det centrale Sønderborg.
Gaden tager sin begyndelse i syd ved lystbådehavnen. Herfra går den i nordlig retning forbi campingpladsen og krydser Søndre Landevej lige inden Christianskirken. Gaden fortsætter over krydset med Alsgade og går herefter i nordvestlig retning frem til krydset med Arnkilgade foran Sønderborg Sygehus.
Gaden har været projekteret allerede i 1930'erne og er omkranset af både boligblokke og villabebyggelse fra 1940'erne og 1950'erne.
| Trafik | Spire Denne trafikartikel er en spire som bør udbygges. Du er velkommen til at hjælpe Wikipedia ved at udvide den. |

|  | Denne artikel om en bygning eller et bygningsværk kan blive bedre, hvis der indsættes et (bedre) billede. Du kan hjælpe ved at afsøge Wikimedia Commons for et passende billede eller lægge et op på Wikimedia Commons med en af de tilladte licenser og indsætte det i artiklen. |

54°54′52.07″N 9°48′9.8″Ø / 54.9144639°N 9.802722°Ø